# Кемпери
Кемпери (груз. ქემფერი) — село в Грузии. Находится в Хашурском муниципалитете края Шида-Картли. Высота над уровнем моря составляет 800 метров. Население — 350 человек (2014).